# Paride Vitale
Paride Vitale (Pescasseroli, 4 agosto 1977) è un personaggio televisivo italiano.
Insieme a Victoria Cabello ha vinto la nona edizione di Pechino Express  e ha condotto il programma televisivo Viaggi Pazzeschi in onda su Sky Uno e Tv8.

## Biografia
Nasce il 4 agosto 1977 a Pescasseroli, in provincia dell'Aquila, nel Parco Nazionale d'Abruzzo, Lazio e Molise. 
Dopo aver conseguito il diploma di scuola superiore, si trasferisce a Bologna, dove si laurea presso la facoltà di Economia dell’Università di Bologna. 

Dopo la laurea, inizia la propria carriera professionale all’interno di BMW Italia, dove lavora per il marchio Mini per 7 anni, prima nel ruolo di PR Manager e poi come Head of Institutional Affairs & Internal Communication.
Successivamente, passa all’emittente televisiva Sky, dove ricopre le posizioni di responsabile degli eventi sul territorio e di responsabile delle relazioni pubbliche dell’Amministratore Delegato dell’epoca, Tom Mockridge. 
Parallelamente all’attività professionale, nel 2008 ottiene il tesserino da giornalista pubblicista. Nel 2011, fonda a Milano un’agenzia che porta il suo nome, specializzata in pubbliche relazioni, comunicazione e organizzazione di eventi. 
Vive a Milano, città nella quale ha stabilito la propria base professionale e dove continua a operare nel mondo della comunicazione e dello spettacolo.

## Esperienze televisive
Nel 2022 diventa noto al pubblico televisivo partecipando come concorrente alla nona edizione del programma Pechino Express di Sky, che vincerà in coppia con l’amica Victoria Cabello sotto il nome de I Pazzeschi.
Sempre con Victoria Cabello, nel 2023, conduce il programma Sky Viaggi Pazzeschi in cui, richiamando l’esperienza di Pechino Express, i due affrontano viaggi non convenzionali alla scoperta di alcune capitali europee, guidati da 3 “local” (ovvero italiani che vivono in quelle città da molto tempo). 
A settembre 2025 andrà in onda su Food Network in qualità di conduttore con il programma in sei puntate D’amore e d’Abruzzo, titolo tratto dal suo libro omonimo.